# Program Buran
Program Energija — Buran (rusko Энергия — Буран, v dobesednem prevodu energija ter snežni vihar), pogosto tudi samo program Buran je bil sovjetski vesoljski program večkratno uporabnega transportnega sistema, ki sta ga sestavljala nosilna raketa Energija in raketoplan (oz. kozmoplan) Buran. Glavna konstruktorja sistema sta bila Jurij Pavlovič Semenov, odgovoren za razvoj kozmoplana in Boris Ivanovič Gubanov, odgovoren za razvoj raketnega sistema. 
Program velja za odgovor na podoben ameriški večnamenski vojaško-civilni program Space Shuttle. Buran je na zunaj podoben Space Shuttlu, vendar imata polvili številne konceptualne razlike. Na primer, glavni motorji pri sovjetskem sistemu so bili med izstrelitvijo na nosilni raketi Energija in jih raketoplan ni odpeljal v orbito. Buran je lahko opravljal tudi polete brez posadke in popolnoma avtomatizirane pristanke. 
Razvoj programa so leta 1974 začeli na Osrednjem inštitutu za aero- in hidrodinamiko v Moskvi. Prvi in edini vesoljski polet v programu je raketoplan 1.01 Buran opravil 15. novembra 1988 v brezpilotnem načinu. Dejstvo, da je orbitalno plovilo opravilo polet in pristalo v popolnoma avtomatskem načinu, je bilo zapisano tudi v Guinnessovo knjigo rekordov.
Po prvem poletu so program opustili zaradi pomanjkanja sredstev in politične nestabilnosti v Sovjetski zvezi. Uradno so program končali leta 1993. Načrtovali so tudi naslednjo generacijo Burana, vendar so plovila 2.01, 2.02 in 2.03 ob koncu programa ostala nedokončana in so jih kasneje razstavili ali pa jih pustili nevzdrževane. Poleg petih načrtovanih raketoplanov so v sklopu programa izdelali tudi osem preizkusnih plovil, namenjenih različnim preizkusom. Nekatera od teh plovil so danes na ogled v različnih muzejih. 
Program Energija – Buran velja za najdražji sovjetski vesoljski program. Tekom programa so bile razvite številne tehnične rešitve, ki se še danes uporabljajo v ruski in tuji vesoljski tehniki.

## Zgodovina
V 1950. in 1960. letih so tako v ZSSR kot ZDA potekali različni projekti razvoja večkratno uporabnih vesoljskih sistemov (na primer projekt Spirala), a so bili opuščeni v različnih stopnjah razvoja.
Potreba po vzpostavitvi sovjetskega sistema za večkratno uporabo kot sredstva odvračanja potencialnega nasprotnika se je pokazala med analitičnimi raziskavami, ki sta jih v letih 1971–1975 izvedla Inštitut za uporabno matematiko Akademije znanosti ZSSR in NPO »Energija«. Pokazalo se je, da bi ZDA, če vpeljejo svojo sistem Space Shuttle, lahko dosegle odločilno vojaško prednost pri izvedbi preventivnega raketno-jedrskega napada.
Leta 1972, takoj po odločitvi predsednika ZDA o začetku obsežnega dela na programu Space Shuttle, je v ZSSR potekala serija zaprtih sestankov o tej problematiki. Mnogi strokovnjaki so opozarjali, da je tak sistem s stroškovnega vidika izstreljevanja tovora v orbito precej slabši od običajnih raketnih nosilcev za enkratno uporabo in ne prinaša posebnih vojaških prednosti; prav tako ni bilo resnih nalog, ki bi zahtevale vračanje vesoljskih plovil iz orbite. Pojavljala so se celo mnenja, da gre za obsežno dezinformacijsko kampanijo z namenom, da bi ZSSR potegnili v nov krog vesoljske in oboroževalne tekme. Ravno nejasnost prihodnjih nalog programa Space Shuttle je kasneje botrovala strategiji posnemanja, da bi zagotovili podobne zmogljivosti za primeren odziv na morebitne izzive verjetnega nasprotnika.
Sovjetsko vodstvo je pozorno spremljalo razvoj ameriškega programa, a je v pričakovanju najslabšega iskalo »prikrito vojaško grožnjo«, kar je pripeljalo do dveh osnovnih domnev:
1. Možna uporaba raketoplanov kot nosilcev jedrskega orožja.
2. Možna uporaba raketoplanov za ugrabitev sovjetskih satelitov z orbite Zemlje, kot tudi vesoljskih postaj Saljut in orbitalnih pilotiranih postaj Almaz, ki jih je razvijal biro OKB-52 pod vodstvom V. Čelomeja.

Domneve o mogočih ugrabitvah so temeljile izključno na dimenzijah tovornega prostora in vračljive nosilnosti, ki so jih ameriški razvijalci  javno razkrili in ki so bile primerljive z dimenzijami in maso postaj Almaz. Sovjetsko vodstvo ni bilo seznanjeno z dimenzijami in težo ameriškega optičnega izvidniškega satelita KH-11 KENNAN, ki se je razvijal v istem času. Sovjetski vesoljski sektor je prejel nalogo razviti večkratno uporaben vesoljski sistem za vojaške in civilne potrebe s tehničnimi značilnostmi, primerljivimi sistemu Space Shuttle.
Razvoj večkratno uporabnega transportnega vesoljskega sistema »Energija–Buran« se je začel leta 1974, njegov glavni konstruktor pa je bil Boris Ivanovič Gubanov.:2,3
Prva različica sovjetskega transportnega vesoljskega sistema (OS-120), predlagana leta 1975, se je od ameriškega sistema Space Shuttle v bistvu razlikovala le po tem, da je imela štiri raketne motorje na tekoče gorivo v prvi stopnji, medtem ko je ameriški sistem uporabljal dva na trdno gorivo. Leta 1976 je bila predlagana precej spremenjena različica (OK-92) – motorji druge stopnje so bili premaknjeni z orbitalnega plovila na ločljivi rezervoar za gorivo druge stopnje, kar je omogočilo združitev razvoja večkratno uporabnega vesoljskega plovila z ustvarjanjem univerzalne supertežke rakete Energija. Projekt Buran je svojo končno obliko dobil leta 1978.
Leta 1976 je bil uradno potrjen strogo zaupen program »Energija–Buran«. V projektu je sodelovalo 70 ministrstev in agencij ter 1286 podjetij po vsej ZSSR (več kot 1 milijon ljudi), skupni stroški programa v 18 letih pa so presegli 16 milijard rubljev po cenah iz leta 1990. Za primerjavo – skupni stroški programa Shuttle naj bi presegli 160 milijard ameriških dolarjev. Glavni razvijalec plovila je bilo posebej ustanovljeno podjetje NPO Molnija, ki ga je vodil Gleb Jevgenjevič Lozino-Lozinski, ki je že v 60. letih delal na projektu večkratno uporabnega zračno-vesoljskega sistema »Spirala«.
Proizvodnja kozmoplana se je začela leta 1980 v Tušinski tovarni strojegradnje; do leta 1984 je bil dokončan prvi primerek. Iz tovarne so plovila po vodni poti prepeljali v mesto Žukovski, nato pa s transportnim letalom VM-T do letališča Jubilejni na kozmodromu Bajkonur.
Za pristanke Burana je bila posebej pripravljena okrepljena vzletno-pristajalna steza na letališču Jubilejni. Poleg tega sta bila temeljito rekonstruirana in v celoti opremljena še dva rezervni vojaški letališči – Bagerovo na Krimu in Vzhodni (Horol) v ruskem Primorju. Okrepljene ali posebej zgrajene steze so nastale tudi na 14 drugih rezervnih mestih, med njimi tudi zunaj Sovjetske zveze (na Kubi, v Libiji). Leta 1988 je bilo za prevoz s teh lokacij razvito letalo An-225 »Mrija«, za prevoz po kozmodromu pa edinstvena transportno-namestitvena naprava.
Svoj prvi in edini polet v vesolje je Buran izvedel 15. novembra 1988. Izstreljen je bil s pomočjo nosilne rakete Energija s kozmodroma Bajkonur. Polet je trajal 205 minut, plovilo je opravilo dva kroga okoli Zemlje in nato pristalo. Polet je bil brez posadke in v celoti avtomatiziran. Izračun trajektorije in vodenje so potekali preko računalniškega kompleksa na osnovi računalnika »Biser-4« (ameriški »Shuttle« je lahko pristajal le z ročnim upravljanjem). Programsko opremo je razvil Inštitut za uporabno matematiko M. V. Keldiša pri RAN. Dejstvo, da je orbitalno plovilo opravilo polet in pristalo v popolnoma avtomatskem načinu, je bilo zapisano v Guinnessovo knjigo rekordov.
Razlogi, zakaj so bila dela na programu »Energija–Buran« dejansko ustavljena še pred razpadom Sovjetske zveze, ostajajo nejasni. Po podatkih, ki jih je leta 2004 objavila ruska zvezna vesoljska agencija Roskozmos, so se dvomi o smiselnosti nadaljevanja programa pojavili že pri glavnem naročniku – Ministrstvu za obrambo ZSSR. Čeprav je del vodstva po uspešnem testnem poletu potrdil njegovo nujnost za državno varnost, pa ministrstvo (in kasneje politično vodstvo države) tega ni podprlo. Petnajst let po uspešnem poletu je Roskozmos navedel, da je sistem »Energija–Buran« prehitel svoj čas, vendar vojska in industrija zanj nista bili pripravljeni.
Dela na programu so bila popolnoma ustavljena leta 199, maja 1993 pa je bil program uradno zaprt. Leta 2002 se je hangar v Bajkonuru, v katerem so hranili Buran in več raket Energija, zaradi slabega vzdrževanja podrl, ga uničil in pri tem ubil osem ljudi.
Velik del tehničnih podatkov o poletu danes ni dostopen raziskovalcem, saj so bili shranjeni na magnetnih trakovih za računalnike BESM-6, katerih delujočih primerkov ni več. Del podatkov se je ohranil na papirnih izpisih z naprav ACPU-128 z vzorci podatkov iz ladijske in zemeljske telemetrije. 
Med razvojem projekta Buran je bilo izdelanih več prototipov za različna testiranja – dinamična, električna, letališka itd, ki so po ukinitvi programa ostali v lasti različnih raziskovalnih in proizvodnih ustanov. Za preizkusne lete v zemeljski atmosferi je bil izdelan analog v enakem merilu z oznako BTS-002. Na repu so bili štirje turboreaktivni motorji, ki so mu omogočali vzlet z običajnega letališča. V letih 1985–1988 je bil uporabljen v Inštitutu za letalske raziskave M. M. Gromova v Žukovskem za pripravo testnih pilotov. Številne tehnične rešitve, razvite med projektom Buran, se še danes uporabljajo v ruski in tuji vesoljski tehniki.

### Poskusi obuditve in kasnejši sorodni projekti
Po ukinitvi programa Buran so se v Rusiji večkrat pojavila mnenja o potrebi po njegovem ponovnem zagonu, vendar ni prišlo do realizacije. 
Do leta 2006 je potekal razvoj novega projekta večkratno uporabnega vesoljskega plovila Kliper. Kot bolj prioritetna naloga se je začelo obravnavati ustvarjanje delno večkratno uporabnega plovila z bolj univerzalnim namenom, zlasti sposobnega izvesti misijo na Luno. Do leta 2016 so se od teh sistemov dokončno odpovedali v korist razvoja plovila Federacija (danes Orel).
Obenem je maja 2016 agencija Roskozmos v Centru Hruščov ponovno vzpostavila oddelek za večkratno uporabo izstrelitvenih sistemov. V oddelek so bili povabljeni strokovnjaki, ki so nekoč ustvarjali Buran.

## Tehnični vidiki

### Nosilna raketa
Orbiter Buran ni imel svojih raketnih motorjev. Kot raketa nosilka je bila v sklopu projekta dvostopenjska raketa Energija, ki se jo lahko uporabi tudi za druge izstrelitve. Glavna stopnja rakete Energija se po zaključku izgorevanja na veliki višini odcepi ter zaradi namerno nizkega perigeja po približno polovici kroženja okoli Zemlje vstopi v atmosfero in zgori, s čimer se prepreči nastanek vesoljskih odpadkov oziroma nenadzorovan ponovni vstop. Za ponovno uporabo so bili zasnovani le pospeševalniki. Število pospeševalnikov se je lahko prilagajalo različnim težam tovora in višinam orbite – med dvema in največ osmimi. V konfiguraciji za izstrelitev Burana je bila Energija opremljena s štirimi pospeševalniki.

### Orbiter
Orbiter Buran je dolg 36,37 m, največja širina trupa je 5,5 m, razpon kril znaša 23,92 m, največja višina pa 16,52 m. Največja vzletna masa je bila 105 ton ob koristnem tovoru do 30 t. Nosil je lahko do 14 t goriva za manevrske in zaviralne motorje. Ob vzletu so bili ti motorji vključeni po ločitvi od rakete Energija, da so dvignili prenizek perigej do orbitalne višine. Za to je zadostoval pospešek med 60 in 100 m/s. Teža ob pristanku je lahko znašala 82 t; pri pristajalni hitrosti 312 km/h je bilo dovoljeno do 15 t tovora, pri 360 km/h pa do 20 t.
Računalniki na krovu in sistem za podporo življenju so bili nekoliko izboljšani glede na starejše projekte sovjetske vesoljske agencije.  Teoretično bi plovilo lahko prevažalo do deset oseb (dva do štirje člani posadke in do šest potnikov), vendar so tehnične in vse večje finančne težave so preprečile dokončanje različice za posadko.

#### Toplotni ščit
Toplotni ščit je na spodnji strani orbiterja in drugih termično močno obremenjenih delih sestavljen iz približno 38.800 posameznih keramičnih ploščic iz kremenovih vlaken (TZMK-10/TZMK-25). Ploščice so z lepilom pritrjene na podlago iz filca. Majhne reže med ploščicami omogočajo toplotno raztezanje, saj se lahko ob ponovnem vstopu segrejejo do 1600 °C. Velik problem je predstavljalo tesnjenje visoko poroznega keramičnega materiala pred vlago.
Nos orbiterja in sprednji robovi kril so pokriti z velikimi keramičnimi elementi na osnovi ogljika in borosilikata (GRAVIMOL, GRAVIMOL-B). Ti elementi so votli in s toplotno izoliranimi priključki pritrjeni na plovilo. Reže med elementi so zapolnjene s filcu podobnimi ali ščetkastimi polnili iz keramičnih vlaken, ki pa ne ovirajo toplotne razteznosti ploščic. Manj obremenjena območja (temperatura < 370 °C; npr. zgornji del trupa, zgornji del kril) so bila zaščitena s prožnimi preprogami iz organskih vlaken (ATM-19PKP). 
Toplotni ščit presega vse mejne vrednosti materialov, ki so bili uporabljeni pri Space Shuttlu. Razporeditev ploščic je bila pri Buran drugačna kot pri Space Shuttlu. Neprekinjene reže so bile tu postavljene pravokotno na smer toka zraka. Kratke reže (ploščice so bile razporejene v zamaknjenih vrstah) so bile v smeri toka. Od te razporeditve so pričakovali boljše aerodinamične lastnosti ter manjše mehanske in termične obremenitve ščita. Pri Space Shuttlu so reže diagonalno na smer toka.
Toplotni ščit je bil zasnovan za 100 poletov. Po tem bi ga bilo možno zamenjati.

### Nadaljnja uporaba tehnologije iz programa Buran
Tehnologija, razvita v okviru programa Buran, je bila po ukinitvi programa deloma uporabljena drugje. Nosilna raketa Zenit, ki temelji na Energiji, je kasneje postala zelo uspešna, njen motor RD-170 pa se v prilagojeni obliki kot RD-180 uporablja tudi v prvi stopnji ameriške rakete Atlas III in pozneje Atlas V. Tudi nova ruska raketa Angara bo po načrtih uporabljala derivat RD-170.
Gorivna celica Photon iz Burana je bila na avtomobilskem salonu v Moskvi leta 2001 v prilagojeni različici predstavljena kot pogon na vodik za avtomobil Niva.
Tudi celoten sistem za priklop je bil v skoraj nespremenjeni obliki prevzet za misije Space Shuttla na vesoljsko postajo Mir in se še vedno uporablja v okviru programa ISS. Letališče Jubilejni, ki je bilo prvotno zgrajeno izključno za Buran, danes uporabljajo mednarodna tovorna letala, večinoma za prevoz komercialnih satelitov.

### Primerjava z raketoplani iz programa Space Shuttle
- Raketoplan Buran je bil namenjen za polete s posadko in brez nje, zato je imel samodejnega pristajalnega pilota. Različica s posadko ni nikoli poletela.
- Buran je bil pritrjen na nosilno raketo Energija, ki je lahko prenašala tudi drugačen tovor. Space Shuttle je bil sestavni del celote, katerih deli niso bili namenjeni samostojni uporabi.
- Buran za razliko od Shuttla ni imel svojih raketnih motorjev, saj je bil pritrjen na raketo nosilko.
- Namesto dveh so bili potisniki štirje, delovali so na tekoče gorivo – kerozin in kisik.
- Nosilna raketa Energija je bila načrtovana za večkratno uporabo, vendar takšne različice zaradi razvojnih stroškov niso nikoli izdelali.
- Buran je v tirnico lahko ponesel 30 ton, Shuttle jih lahko 25. Buran je lahko na Zemljo vrnil 20 ton, Shuttle pa 15.
- Toplotna zaščita na Buranu je bila zasnovana drugače kot pri Shuttlu, po mnenju sovjetskih inženirjev boljše.

## Seznam raketoplanov
Tekom projekta je bilo v gradnji pet raketoplanov, od katerih sta bila popolnoma zgrajena le dva::
| Ime          | Št. oznaka | Opis | Fotografija                 |
| ------------ | ---------- | --- | --------------------------- |
| Buran        | 1.01       | Plovilo je bilo dokončano in je izvedlo en vesoljski polet v avtomatskem načinu. Po poletu je bilo locirano v montažno-preizkusnem objektu na 112. ploščadi kozmodroma Bajkonur, kjer je bil tudi maketa rakete "Energija". 12. maja 2002 je prišlo do porušitve objekta, zaradi česar sta bila tako plovilo kot maketa popolnoma uničena. Uničeni deli so bili razrezani za odpadno kovino. | Buran na razstavi, 1989     |
| Ptička/Burja | 1.02       | Plovilo je bilo dokončano, vendar nikoli ni poletelo. Predvidevalo se je, da bo izvedlo drugi polet v avtomatskem načinu in se povezalo z vesoljsko postajo Mir. Raketoplan se hrani v enem izmed objektov na kozmodromu Bajkonur, do katerih ni prostega dostopa, lastništvo pa je sporno. Ruska vesoljska agencija Roskozmos si prizadeva za prestavitev raketoplana v enega od muzejev kozmonavtike (stanje 2021), | Burja v zapuščenem hangarju |
| Bajkal       | 2.01       | Stopnja pripravljenosti plovila ob prekinitvi del je znašala 30-50%. Do leta 2004 je bilo v delavnicah Tušinske tovarne strojegradnje, oktobra 2004 pa je bilo premaknjeno na pomol Himske umetnosti za začasno shranjevanje. Junija 2011 je bilo prepeljano po reki na letališče v Žukovski, kjer je bilo obnovljeno in kasneje razstavljeno na letalskem salonu MAKS. Aprila 2022 je bilo premaknjeno v Kaluško oblast v filmski studio "Voenfilm-Medin". 5. avgusta 2024 je bilo dostavljeno v muzejski kompleks UGMK za obsežno restavracijo, v prihodnosti pa bo zanj zgrajen poseben paviljon in odprta razstava, posvečena sovjetskemu vesoljskemu programu Energia – Buran. | Bajkal                      |
|              | 2.02       | Plovilo je bilo končano 10-20%. Delno je bilo razstavljeno v delavnicah Tušinske tovarne strojegradnje. |                             |
|              | 2.03       | Nedokončano in razstavljeno plovilo. |                             |

## Seznam prototipov
Tekom programa je bilo izdelanih več prototipov za dinamične, električne, letališke in druge preizkuse. Po opustitvi programa so ostali v lasti različnih raziskovalnih inštitutov in proizvodnih združenj. 
| Ime             | Št. oznaka | Opis | Lokacija                                            | Fotografija                         |
| --------------- | ---------- | --- | --------------------------------------------------- | ----------------------------------- |
| BTS-001 OK-ML-1 | 0.01       | Uporabljena za preizkus letalskega prevoza raketoplanov. Leta 1993 je bila celotna maketa oddana v leasing družbi "Kosmos – Zemlja", katere direktor je nekdanji kozmonavt Herman Titov. Do junija 2014 je bila postavljena na Puškinskem nabrežju reke Moskve v Gorkovem parku in je bila do decembra 2008 urejena kot »znanstveno-poučna atrakcija«. V sklopu praznovanja 75-letnice Vseruskega razstavnega centra (VDNH) so jo v noči z 5. na 6. julij 2014 premaknili na območje VDNH. | Vseruski razstavni center, Moskva                   | BTS-001 na VDNH                     |
| BTS-002 OK-GLI  | 0.02       | Po razpustitvi programa leta 1993 je NPO Molnija ta letalski analog raketoplanu predstavil na letalskem salonu MAKS. BTS-002 je imel 4 turboletalske motorje, kar mu je omogočalo vzletanje z običajnega letališča. Uporabljeno je bilo za izvajanje horizontalnih letalskih preizkusov v atmosferi. Leta 1999 so ga oddali v leasing avstralskemu podjetju za prikaz na olimpijskih igrah v Sydneyju, nato pa singapurskemu podjetju, ki ga je odpeljalo v Bahrajn. 2. aprila 2008 je prišel v Rotterdamsko pristanišče in je sedaj v lasti nemškega Tehničnega muzeja v Speyerju. Kupnina za muzeja je znašala 10 milijonov evrov. | Tehnični muzej v Speyerju, Nemčija                  | BTS-002 v muzeju v Speyerju         |
| OK-KS           | 0.03       | Uporabljena za preizkus letalskega prevoza raketoplanov, celovito obvladovanje programske opreme, elektro-radiotehnične preizkuse sistemov in opreme. Do leta 2012 je bil v kontrolno-preizkusnem objektu RKK Energija v mestu Koroljov. Premaknjen je bil na sosednje območje objekta, kjer je potekala njegova konzervacija. | Izobraževalni center Sirius, Soči, Rusija           | 200px\|ОК-KS 0.03 v centru Sirius   |
| OK-ML1          | 0.04       | Uporabljena za preizkuse velikosti in teže. | Muzej kozmodroma Bajkonur, Kazahstan                | ОК-МL1 v muzeju kozmodroma Bajkonur |
| OK-TVA          | 0.05       | Uporabljeno za preizkuse toplotne, vibracijske in trdnostne odpornosti v CAGI. Do leta 2011 so bili vsi deli makete uničeni, razen levega krila z nosilcem podvozja in s standardno toplotno zaščito (vključeno v maketo št. 0.01). | / (razstavljen)                                     |                                     |
| OK-TVI          | 0.06       | Maketa za toplotno-vakuumske preizkuse. | Niihimmaš, Peresvet, Rusija                         |                                     |
| 8M              | 0.08       | Maketa kabine z aparatsko opremo. Uporabljeno za preizkus zanesljivosti izstrelitvenih sedežev. Po koncu dela je bila nameščena na območju 29. klinične bolnišnice v Moskvi, nato pa prenesena v moskovski Center za usposabljanje kozmonavtov. | Center za usposabljanje kozmonavtov, Moskva, Rusija |                                     |
| OK-MT           | 0.15       | Uporabljeno za preizkus predpoletnih operacij (polnjenje goriva, preizkusi povezovanja in drugo). Trenutno se nahaja na Bajkonurju na ploščadi 112A, v objektu 80, skupaj z izdelkom 1.02 Burja in je v kazahstanski lasti. | Kozmodrom Bajkonur, Kazahstan                       | ОК-МТ v Bajkonurju                  |

Obstaja tudi sodobna maketa raketoplana Buran, ki je bila narejena za Nacionalni vesoljski center Republike Kazahstan v Astani, kjer se je tudi razstavljena.

## Buran v leposlovju
Buran je skupaj z drugim sovjetskim projektom vesoljskega letala Spirala uporabil Sergej Lukjanenko v svojem znanstvenofantastičnem romanu iz leta 1997 Zvezde, hladne igračke (Звезды — холодные игрушки). Buran so, opremljenega z namišljenim dvigovalnim pogonom, uporabljali pri medzvezni trgovini z nezemeljskimi bitji.